# Unikey
Unikey est un logiciel libre sous licence GPL, de méthode de saisie pour les écriture vietnamienne dans les  environnements MacOS, Unix (BSD et Linux) et Microsoft Windows. Sous MacOS et Windows, il s'agit d'une application indépendante au sein du système de gestion des méthodes d'entrées du système. Sous Unix, il s'agit d'un module utilisé au sein de gestionnaires de méthodes de saisies, telles que iBus ou Fcitx,
Unikey supporte la majorité des méthodes ; Telex (ainsi que Simple Telex, Simple Telex2), VIQR, VNI, Microsoft Vietnamese, UserIM. Les caractères en sortie sont par défaut en Unicode, mais il est possible d'utiliser différents autres encodages répandus, dont VIQR.